# Orasema neomexicana
Orasema neomexicana är en stekelart som beskrevs av Charles Joseph Gahan 1940. Orasema neomexicana ingår i släktet Orasema och familjen Eucharitidae. Inga underarter finns listade i Catalogue of Life.